# Bleeslat

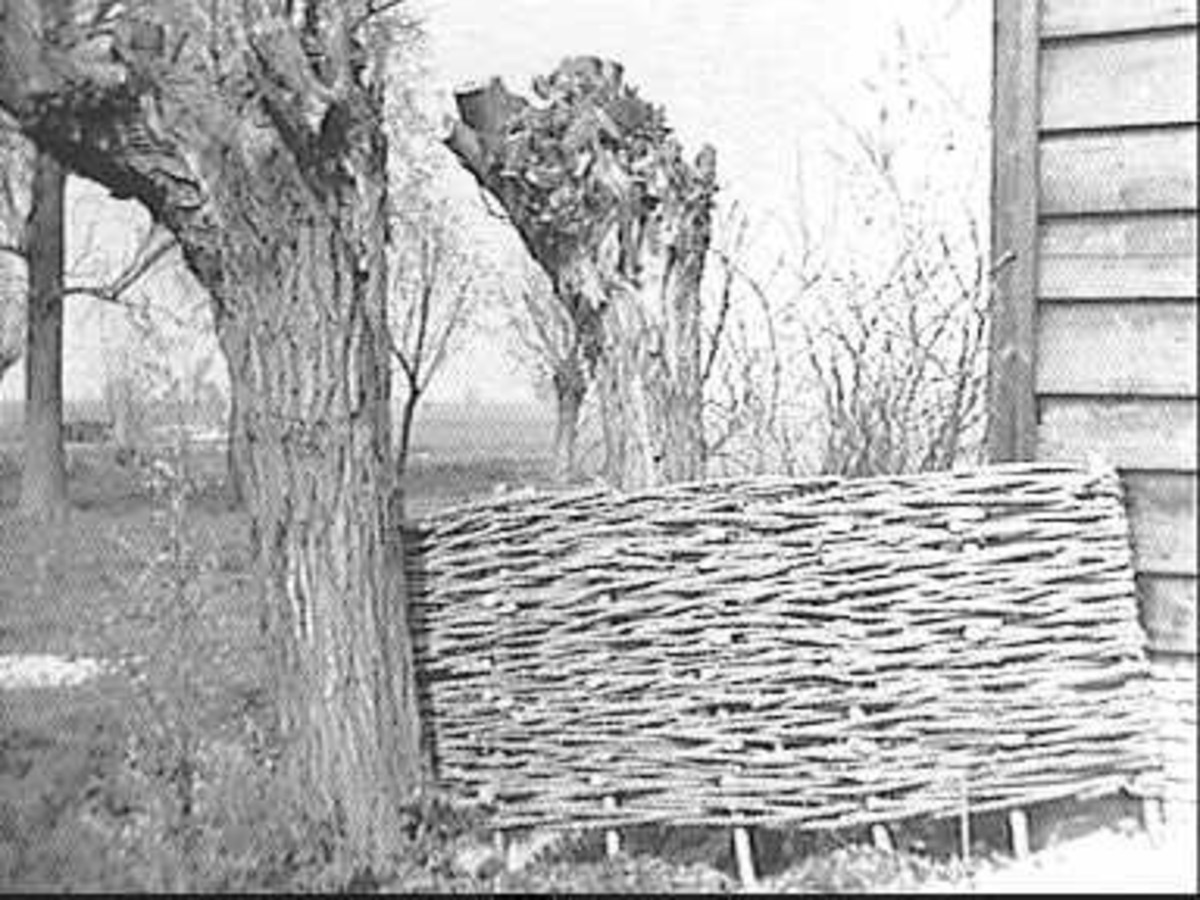
Horde van wilgentenen in Lopik

Een bleeslat of sliet is een wilgenteen, lang rijshout met de top er nog aan. Het zijn vlechtlatten, die speciaal geselecteerd zijn op dikte en kwaliteit. Bleeslatten worden veel gebruikt om er schuttingen mee te vlechten. Wilgentenen komen erg veel voor en worden al eeuwenlang gebruikt voor het vlechten van allerlei producten.

## Materiaal
Bleeslatten kunnen afkomstig zijn van een katwilg, teenwilg of knotwilg en worden geoogst op de griend. Takken die net gesnoeid zijn, zijn dan nog erg flexibel, waardoor het materiaal zich prima leent om producten te maken met een boogvorm. In tuinschermen gebruikt men verse takken die net gesnoeid zijn. Na uitdrogen wordt wilgentenen erg taai. Bij het gebruik in een schutting gaan deze dan langer mee. Ze kunnen zonder verdere nabewerking gebruikt worden. Er komen geen chemische beschermingsmiddelen aan te pas om de schutting te conserveren.

## Montage
De bleeslatten worden voor het gebruik in een schutting om en om gevlochten tussen palen. De paal wordt dan om de pakweg 70 cm geplaatst en gaan dan ongeveer 60 cm in de grond. Na het palen slaan worden de wilgentenen gebruikt om ze tussen deze palen te vlechten. De dunste eerst. De dikste kant van die bleeslat dient net voorbij de eerste paal gestoken te worden. Vervolgens tussen de palen door vlechten tot de laatste paal. Daarna vanaf het punt waar werd begonnen het vlechten herhalen, maar nu dient de dikke zijde van de wilgenteen aan de andere kant van de palen geplaatst te worden. Het is aan te bevelen om voor een dichte schutting af en toe de latten goed aan te drukken.

## Levensduur
In onbehandelde toestand wordt de levensduur voor een wilgentenen schutting geschat zo'n 8 tot 10 jaar. De periode kan echter met zo’n drie jaar worden verlengd door deze te behandelen met gekookte lijnzaadolie. Deze maakt de wilgentenen beter bestand tegen regen en uitdroging door de zon. Ook kan de levensduur van een schutting worden verlengd door deze met klimplanten te laten begroeien, met bijvoorbeeld klimrozen, diverse fruitsoorten, hedera of clematis.